# Франц Граміцкі
Франц Граміцкі (нім. Franz Gramitzky; 18 травня 1916, Лик — 30 вересня 1978) — німецький офіцер-підводник, капітан-лейтенант крігсмаріне.

## Біографія
3 квітня 1936 року вступив на флот. З квітня 1939 року — командир взводу 8-го дивізіону корабельних гармат. З вересня 1939 року — вахтовий офіцер на підводному човні U-17. З жовтня 1939 року — 2-й вахтовий офіцер на U-A. З листопада 1939 року — вахтовий офіцер на U-9. З червня 1940 року — 1-й вахтовий офіцер на U-138. З 1 січня 1941 року — командир U-138, на якому здійснив 2 походи (разом 23 дні в морі). 20 травня 1941 року потопив британський торговий теплохід Javanese Prince водотоннажністю 8593 тонн, навантажений баластом; 2 з 60 членів екіпажу загинули. 18 червня 1941 року U-138 був важко пошкоджений біля Кадіса глибинними бомбами британських есмінців «Фокнор», «Фіерлес», «Форестер», «Фоксхаунд» і «Форсайт», після чого сплив і був затоплений командою. Всі 27 членів екіпажу були врятовані і взяті в полон. 8 березня 1947 року звільнений.

## Звання
- Кандидат в офіцери (3 квітня 1936)
- Морський кадет (10 вересня 1936)
- Фенріх-цур-зее (1 травня 1937)
- Оберфенріх-цур-зее (1 липня 1938)
- Лейтенант-цур-зее (1 жовтня 1938)
- Оберлейтенант-цур-зее (1 жовтня 1940)
- Капітан-лейтенант (1 серпня 1943)